# Hegedüs-kormány

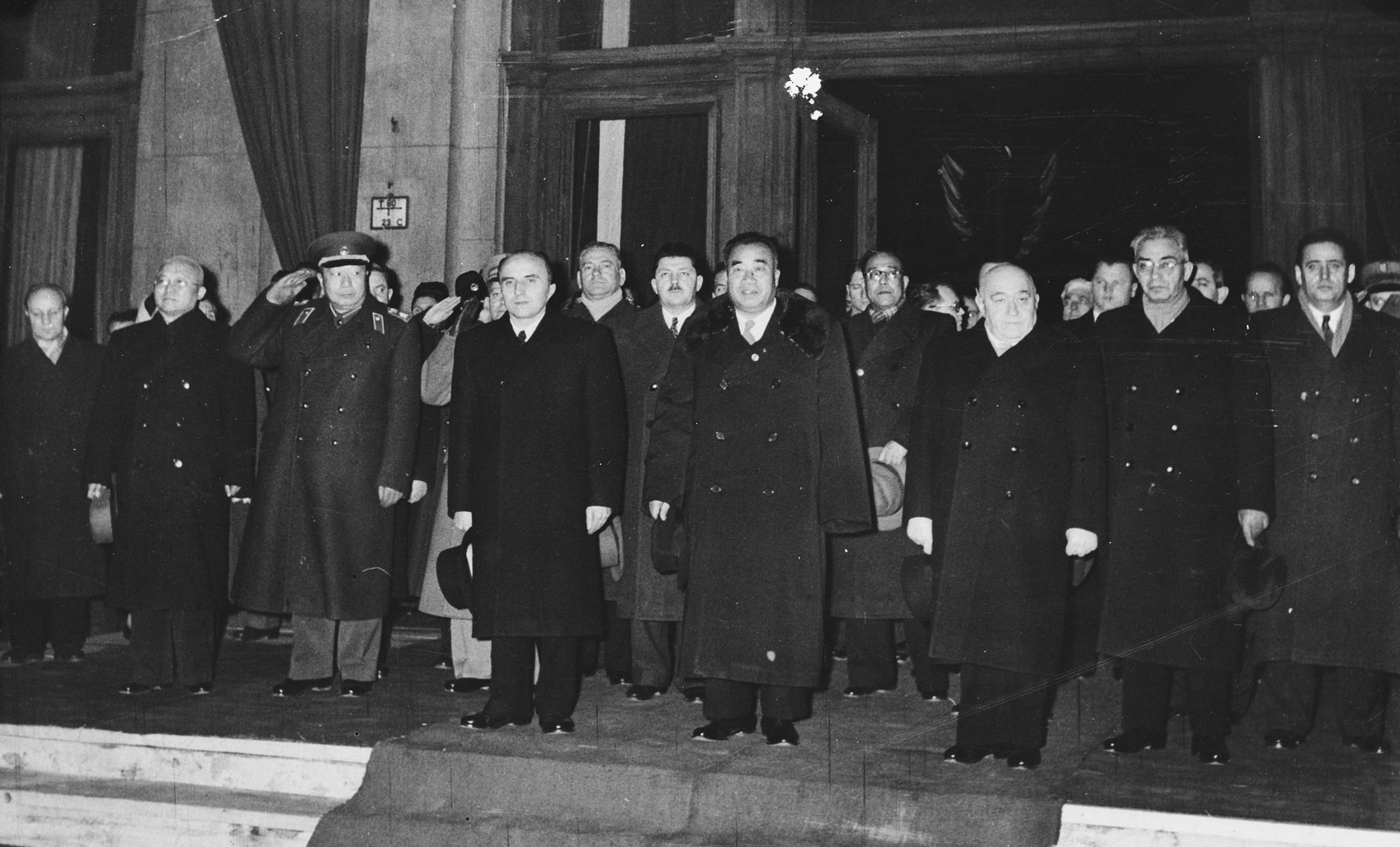
Hegedüs András miniszterelnök Csu Te kínai alelnök magyarországi látogatásakor 1956 januárjában, kormányának és az MDP vezetésének több tagjával

Hegedüs András kormánya 1955. április 18-ától 1956. október 24-éig, az 1956-os forradalom kitörésének másnapjáig volt hivatalban. A második Nagy Imre-kormány követte.

## Tagjainak listája
| A Minisztertanács elnöke                                   | Hegedüs András |
| A minisztertanács első elnökhelyettese                     | Gerő Ernő (1956. július 30-áig) Hidas István (1956. július 30-ától)                                                                    |
| A minisztertanács elnökhelyettesei                         | Apró Antal Erdei Ferenc (1955. november 15-étől) Hidas István (1956. július 30-áig) Marosán György (1956. július 30-ától) Mekis József |
| Az állami ellenőrzés minisztere (1955. augusztus 26-ától)  | Házi Árpád |
| Az állami gazdaságok minisztere                            | Pogácsás György |
| Bánya- és energiaügyi miniszter (1956. július 30-ától)     | Czottner Sándor |
| Begyűjtési miniszter                                       | Szobek András |
| Belkereskedelmi miniszter                                  | Bognár József (1956. április 14-éig) Tausz János (1956. április 14-étől)                                                               |
| Belügyminiszter                                            | Piros László |
| Egészségügyi miniszter                                     | Román József |
| Élelmiszeripari miniszter                                  | Altomáré Iván (1956. július 30-áig) Nyers Rezső (1956. július 30-ától)                                                                 |
| Építésügyi miniszter                                       | Szíjártó Lajos |
| Földművelésügyi miniszter                                  | Erdei Ferenc (1955. november 15-éig) Matolcsi János (1955. november 15-étől)                                                           |
| Honvédelmi miniszter                                       | Bata István |
| Igazságügy-miniszter                                       | Molnár Erik |
| Kohó- és gépipari miniszter                                | Csergő János |
| Könnyűipari miniszter                                      | Szalai Béla (1955. szeptember 8-áig) Nagy Józsefné (1955. szeptember 8-ától)                                                           |
| Közlekedés- és postaügyi miniszter                         | Bebrits Lajos |
| Külkereskedelmi miniszter                                  | Háy László (1956. április 14-éig) Bognár József (1956. április 14-étől)                                                                |
| Külügyminiszter                                            | Boldoczki János (1956. július 30-áig) Horváth Imre (1956. július 30-ától)                                                              |
| Népművelési miniszter                                      | Darvas József |
| Oktatásügyi miniszter                                      | Erdey-Grúz Tibor (1956. július 30-áig) Kónya Albert (1956. július 30-ától)                                                             |
| Pénzügyminiszter                                           | Olt Károly |
| Szénbányászati miniszter (1956. július 30-áig)             | Czottner Sándor |
| Város- és községgazdálkodási miniszter                     | Szabó János |
| Vegyipari és energiaügyi miniszter (1956. július 30-áig)   | Kiss Árpád |
| Vegyipari miniszter (1956. július 30-ától)                 | Szabó Gergely |
| Az Országos Tervhivatal elnökeként a Minisztertanács tagja | Berei Andor |